# Apollon Dachkov
Pour les articles homonymes, voir Dachkov.
 (août 2025).
Si vous disposez d'ouvrages ou d'articles de référence ou si vous connaissez des sites web de qualité traitant du thème abordé ici, merci de compléter l'article en donnant les références utiles à sa vérifiabilité et en les liant à la section « Notes et références ».

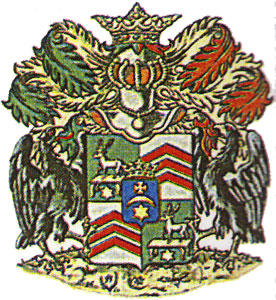
Armoiries ancestrales des Dachkov

Apollon Andreïevitch Dachkov (en russe : Аполлон Андреевич Дашков), né en 1753 et mort le 2 septembre 1808, fut général d'infanterie russe et premier gouverneur de Taganrog du 8 août 1802 à 1805.

## Biographie

### Enfance
À l'âge de quatre ans, il fut placé dans un régiment d'artillerie. Encore enfant, il fut promu caporal, puis quartier-maître. À l'âge de quatorze ans il fut élevé au grade de sergent. Âgé de seize ans, il fut nommé au poste de jeune baïonnette et le 1er janvier 1772 Dachkov accéda au grade de sous-lieutenant.

### Carrière militaire
Apollon Andreïevitch Dachkov prit part à la guerre russo-turque de 1768-1774 et en mars 1774, il participa à l'assaut de la forteresse de Taganrog dans la péninsule de Crimée dans le détroit de Yenikale. Cette forteresse fut promptement prise par le détachement russe placé sous le commandement du prince Fiodor Fiodorovitch Chtcherbatov. Entre 1772 et 1774, Dachkov prit part au conflit qui opposa les Tatars de Crimée à la Russie impériale. Un certain nombre de fois il obtint des postes de quartiers-maîtres. 
Entre 1782 et 1783, il fut une nouvellement fois présent en Crimée et plus tard au grade capitaine à la frontière. Après l'annexion de la Crimée par la Russie impériale, il assista au serment de citoyenneté prêté par les Tatars envers la Russie. En 1786, Dachkov fut promu lieutenant-colonel. Cette même année il intégra un régiment d'infanterie et, en 1788, il fut transféré dans un régiment de grenadiers de Kiev et participa à la guerre russo-turque de 1787-1792.
Major-général, il commanda le régiment de Kiev en 1797, puis chef du régiment de mousquetaires, de décembre 1797 à avril 1798 commandant un régiment en garnison à Moscou. En 1798 commandant d'un régiment à Kropyvnytsky. Entre 1799 et 1800, il fut commandant d'un régiment à Kherson.

### Carrière politique
En 1801, Dachkov fut nommé au poste de représentant du tsar à la chancellerie de la flotte de la mer Noire. Le 7 août 1802, Alexandre Ier de Russie le nomma premier gouverneur général de Taganrog. À ce poste il fut chargé de la reconstruction de la forteresse. Pendant son mandat (1802-1805) plusieurs bâtiments de la forteresse furent construits : l'infirmerie, les casernes et le quartier-général des officiers, il améliora également l'équipement des sapeurs-pompiers de la municipalité.
En 1805, Dachkov fut affecté au 6e Département du Sénat.
Appollon Andreïevitch Dachkov décéda le 2 septembre 1808.